# Vilar de Andorinho
Vilar de Andorinho es una freguesia portuguesa del concelho de Vila Nova de Gaia, con 6,52 km² de superficie y 20.717 habitantes (2008). Su densidad de población es de 2 562,9 hab/km².